# Veliki triakisni oktaeder
| Veliki triakisni oktaeder                    | Veliki triakisni oktaeder                           |
| -------------------------------------------- | --------------------------------------------------- |
|                                              |                                                     |
| Vrsta                                        | zvezdni polieder                                    |
| Elementi                                     | F = 24, E = 36, V =14 ({\displaystyle \chi \,} = 2) |
| Grupa simetrije                              | Oh, [4,3], *432                                     |
| Sklici                                       | DU19                                                |
| zvezdni prisekan heksaeder (dualni polieder) |                                                     |

Veliki triakisni oktaeder je v geometriji dualno telo zvezdnega prisekanega heksaedra (U19). Ima 24 sekajočih se enakokrakih trikotnih stranskih ploskev.
Zaradi obstoja tega poliedra je Catalanovo telo, ki je poznano kot triakisni oktaeder, ga včasih imenujemo tudi kot mali triakisni oktaeder. Ta je stelacija deltoidnega ikozitetraedra

## Vir
- Wenninger, Magnus (1983), Dual Models, Cambridge University Press, ISBN 978-0-521-54325-5, MR730208